# 滕建群
滕建群（1962年—），男，山东烟台人，原中国人民解放军海军大校，中华人民共和国国际问题专家。

## 生平
1979年，滕建群经高考进入海军电子工程学院外语系学习，并加入中国人民解放军。本科毕业后，他曾在中国人民解放军海军南海舰队、北海舰队服役。1992年，考入中国人民解放军军事科学院研究生部，1995年毕业获得硕士学位，留在中国人民解放军军事科学院任《外国军事学术》杂志编辑，后来升任总编。1998年到1999年，获英国政府志奮領獎學金，到伦敦大学研究南亚政治与经济并获硕士学位。2004年9月转业进入中国国际问题研究所（2014年更名为中国国际问题研究院），2006年获北京大学国际关系专业博士学位。他的博士导师为刘金质，博士学位论文题目为《二战后美国防扩散与反扩散政策分析》。2009年被评为研究员。2013年起，任中国国际问题研究所美国研究部主任。2014年中国国际问题研究所更名为中国国际问题研究院之后，任该院美国研究所所长兼军控与国际安全研究中心主任，享受中华人民共和国国务院所发政府特殊津贴。
滕建群的研究领域是国际军备控制与裁军、国际安全理论、美国对外军事战略等等。

## 著作

### 专著
- 滕建群主编，全球核态势评估报告（2011/2012），时事出版社，2012年5月
- 滕建群主编，全球核态势评估报告：2010/2011，时事出版社，2011年2月
- 滕建群，美国防扩散与反扩散政策研究，军谊出版社，2011年1月
- 滕建群主编，国际军备控制与裁军概论，世界知识出版社，2009年10月
- 滕建群等主编，国际军备控制与裁军年度报告（第一至七版），世界知识出版社，2004年-2010年
- 滕建群主编，世纪军事结，国防大学出版社，2001年9月
- 滕建群 等编著，烽烟散尽看海湾，军事科学出版社，1995年9月[3]

### 译著
- 哈伦·厄尔曼，震慑论，滕建群译，新华出版社，2004年4月
- 哈伦·厄尔曼、詹姆士·韦德，震慑与畏惧，滕建群译，新华出版社，2003年
- 乔治·希克斯，慰安妇，滕建群译，新华出版社，2002年10月
- 扎勒米·哈利勒扎德等，美国与亚洲——美国新战略和兵力部署态势，滕建群等译，新华出版社，2001年11月
- 备战2020——美军21世纪初构想，军事科学院外国军事研究部译，军事科学出版社，2001年2月[3]